# Jay McLean
Jay McLean (* 1890 in San Francisco; † 1957) war ein Mediziner und Mitentdecker des Heparins.

## Leben und  Wirken
McLean wurde als Kind eines Arztes geboren und begann ein Medizinstudium an der Johns Hopkins Medical School in Baltimore. Im Jahr 1916, in seinem zweiten Jahr als Medizinstudent, arbeitete er mit dem Physiologen William Henry Howell zusammen. Dort untersuchte er vor allem die Blutgerinnung im Zusammenhang mit Phospholipiden. McLean sollte zunächst nur mit dem Phospholipid Kephalin arbeiten, vor allem sollte er für die saubere Isolation aus dem Gehirngewebe von Hunden sorgen und die chemische Reinheit des Kephalin sicherstellen.
Darüber hinaus jedoch arbeitete er auch an der Isolation von Phosphatiden aus der Leber. Aus dieser Arbeit resultierte die im April 1917 öffentlich gemachte Entdeckung des vor allem in der Leber vorkommenden „antikoagulierenden Proantithrombins“, ein Koagulationshemmer, der 1918 von Howell und Holt Heparin genannt wurde.